# Cédrix Crespel
Pour les articles homonymes, voir Crespel.
Cédrix Crespel, né le 9 février 1974 à Batz-sur-Mer, est un plasticien, peintre, photographe et sculpteur français.

## Biographie
Cédrix Crespel est né en 1974 à Batz-sur-Mer. En 1993, Il commence professionnellement comme dessinateur concepteur en bureau d'étude puis gainier d'art. Il se tourne ensuite vers le design, l'architecture d'intérieur, la photographie et la peinture.
Présent nationalement et internationalement dans de nombreuses galeries, il est également soutenu et représenté par la fondation Montresso au Maroc,, où il participe régulièrement à la Résidence d'artistes internationaux Jardin Rouge où il expose en 2015 ses travaux de résidence Ainsi-soient-elles, 11 peintures traduisant « la féminité absolue au travers d'un imaginaire masculin trahissant ce qui détermine la relation entre la femme et sa féminité ».

## Plasticien contemporain
Il utilise des techniques de sa génération, notamment la peinture « glycéro » sur toile, en combinaison avec la photographie et le numérique. Il procède à partir de photos ou d'un montage numérisés pour les esquisses, créant des « toiles grand format très graphiques, aux aplats francs et aux contours précis ».
Ses sujets principaux sont des « muses colorées à la féminité assumée » et qui représentent des « images de femmes indépendantes et passionnées qui se jouent des rôles que la société veut bien leur accorder ».
Une des modèles (muses) de Cédrix est l'artiste et photographe New-Yorkaise Joie Iacono, (pseudonyme d'Estella Hoad). De leur collaboration par internet, Cédrix Crespel se basant sur l'usage d'autoportraits photographiques numérisés de Joie Jacono, est née l'exposition J.O.I.E. en 2013.
En 2015, il recentre son travail sur sa muse historique, sa femme Tiphaine Crespel petite fille de l'éditeur François Di Dio. Tous deux travaillent en symbiose à partir de photographies afin de définir le rôle de "Muse" en tant que femme d'artiste exprimé dans les expositions de Mon Domicile Conjugale et Pleurer de J.O.I.E. Il se concentre sur le "non représentable", figurer sa relation avec son épouse/muse.
"J’essaie de saisir le lien qui nous lie Tiphaine et moi… Dans sa matérialisation sous forme de correspondance, par la relation au temps que l’itération suppose, par ce jeu d’appels et de réponses que la sensualité devinée stimule. Acceptant qu'une image arrêtée et contrôlée limite ou, du moins, définit mal la subtilité du non-représentable, je m'aventure vers les fumées, les vapeurs graphiques et invente ainsi une danse amoureuse dont le pouvoir de suggestion renforce l’idée comme la constatation que la peinture, elle, peut ou prend le relais quand les mots ne suffisent plus."

## Principales expositions

### Expositions personnelles
- 2006 : Glycero, Galerie Edgar le Marchand d’art, Paris.
- 2006 : No title, Galerie Art on the move, Naarden
- 2007 : Retrospective, Centre culturel Athanor, Guérande
- 2007 : Solo Show, Galerie Edgar, Paris
- 2009 : Solo Show, Galerie Cri d'art, Metz
- 2009 : Solo Show, Galerie Petitjean, Aix en Provence
- 2009 : Solo Show, Galerie Leslie’s Barning galerie, Luxembourg
- 2010 : Solo Show, Galerie CCX Saint-Nazaire.
- 2011 : Outside parking, AD Galerie Béziers.
- 2012 : Horses, BullS and GirlX, AD Galerie, Béziers.
- 2013 : J. O. I. E, AD Galerie, Montpellier[16].
- 2015 : Ainsi soient elles, Montresso Art Foundation, Marrakech[6].
- 2015: Car crash, AD Galerie, Montpellier[17],[18].
- 2017 : Mon Domicile Conjugal, Galerie Marcel Strouk Rive gauche, Paris[14].
- 2017 : Blending cultures (avec TANC), Galerie Martine Ehmer, Bruxelles[19].
- 2018 : Pleurer de J.O.I.E, AD Galerie, Montpellier[15].
- 2018 : DEEP POLA[20], La Galerie Paris 1839, Hong Kong.
- 2019 : Oct « LIGNE BLEUE » Montresso Art Foundation Marrakech MA
- 2019 : Nov/dec « LIGNE BLEUE »  Kolly Gallery Act1,2 Zurich CH
- 2020 : Janv « LIGNE BLEUE » Ehmer Gallery Bruxelles BE
- 2020 : Mars « LIGNE BLEUE » Galerie Marcel Strouk Paris Fr

### Expositions collectives
- 2005 : Petite madame, Galerie Edgar le Marchand d’art, Paris.
- 2008 : Galerie Petitjean, Aix en Provence.
- 2008 : Galerie Cri d’Art, Amnéville.
- 2008 : La lune en parachute, Épinal.
- 2011 : 20 ans de La lune en parachute, Épinal.
- 2012 : Galerie ART TO BE, Lille.
- 2015 :  La musique adoucit les mœurs, AD Galerie, Montpellier.
- 2016 : Exposition XXL#1 Crespel/Tilt/Fenx/Jonone, Fondation Montresso, Marrakech[21].
- 2018 : Art Up, AD Galerie, retrospective, Lille.
- 2018 : Round2 Group Exhibition, MIRUS Gallery, Denver[22].
- 2021 : Madison Gallery Solana Beach US

### Foires d'art contemporain
- 2008 : Foire européenne d'art contemporain AAF Galerie Petitjean, Londres.
- 2009 : Foire européenne d'art contemporain AAF with Edgar, Bruxelles.
- 2010 : Foire européenne AAF Gallery Leslie barning, Bruxelles.
- 2010 : Superdesign Londres avec Peter Klasen, Londres.
- 2010 : Foire Européenne St art, AD galerie.
- 2011 : Art Élysées, Mes Amies, AD Galerie Edition monographie, Paris.
- 2013 : ST-ART, AD Galerie, Strasbourg.
- 2014 : Art Up, AD Galerie, Lille.
- 2016 : 8e Avenue. AD Galerie, Paris.
- 2018 : Solo Show Retrospective ART UP avec AD Galerie, Lille.
- 2018 : SCOPE Basel Orlinda Lavergne Gallery, Bâle.